# 21190 Martamaffei
21190 Martamaffei è un asteroide della fascia principale. Scoperto nel 1994, presenta un'orbita caratterizzata da un semiasse maggiore pari a 2,5371536 au e da un'eccentricità di 0,0520870, inclinata di 2,32562° rispetto all'eclittica.